# James Levine
James Levine (Cincinnati, 23 de junio de 1943-Palm Springs, 9 de marzo de 2021) fue un director de orquesta y pianista estadounidense, conocido especialmente como director musical de la Ópera del Metropolitan en Nueva York desde 1976 hasta 2016. También fue director musical de la Orquesta Sinfónica de Boston y de la Orquesta Filarmónica de Múnich.

## Biografía
Levine nació en una familia musical: su abuelo materno fue cantor en una sinagoga, su padre violinista en una orquesta de baile, y su madre actriz. Comenzó a tocar el piano desde pequeño. A los diez años, hizo su debut como solista con el Concierto para piano nº 2 de Mendelssohn en un concierto juvenil de la Orquesta Sinfónica de Cincinnati.
Subsecuentemente Levine estudió música con Walter Levin, primer violinista del Cuarteto La Salle. En 1956 tomó lecciones de piano con Rudolf Serkin en la Escuela de Música de Marlboro (Vermont). En 1957 comenzó a estudiar piano con Rosina Lhévinne en la Escuela de Música de Aspen. En 1961 ingresó a la Juilliard School de Nueva York, y tomó cursos de dirección con Jean Morel. En 1964 se graduó de la Juilliard School y se unió al proyecto American Conductors de la Orquesta Sinfónica de Baltimore.
Entre 1964 y 1965, Levine sirvió como asistente de George Szell con la Orquesta de Cleveland y entonces trabajó como director asistente hasta 1970. Aquel año, también debutó con la Orquesta de Filadelfia en su local de verano en el Robin Hood Dell. En 1970, debutó con la Ópera Nacional de Gales y la Ópera de San Francisco. Debutó con la Ópera del Metropolitan en junio de 1971 con una interpretación de Tosca; su éxito lo llevó a más actuaciones y a su nombramiento como director principal de esta en 1973; entonces fue director musical desde 1975 hasta convertirse en su director artístico (el primero en su historia) en 1986. Levine tuvo una larga relación con la Orquesta Sinfónica de Chicago y trabajó entre 1973 y 1993 como director musical en el Festival de Ravinia. En 1990, a pedido de Roy E. Disney, arregló y dirigió la música con la Sinfónica de Chicago para la banda sonora de Fantasía 2000 de Walt Disney Pictures. También fue director musical del Festival de Mayo de Cincinnati (1974-1978).
En el Met, Levine dirigió nuevas producciones de obras de Mozart, Verdi, Wagner, Richard Strauss, Rossini, Schoenberg, Stravinsky, Kurt Weill, Claude Debussy, Alban Berg y George Gershwin. Para el 25 aniversario de su debut en el Met, Levine dirigió el estreno de The Great Gatsby de John Harbison, comisionado especialmente para la ocasión.
Levine dirigió la Ópera del Metropolitan en muchas giras nacionales e internacionales. 
En octubre de 2004, Levine tomó la dirección de la Orquesta Sinfónica de Boston, sucediendo a Seiji Ozawa como director musical. Ahora reparte su tiempo entre Nueva York y Boston.
Su contrato con la Orquesta Sinfónica de Boston limitó sus apariciones como invitado con otras orquestas estadounidenses, pero Levine dirigió regularmente en Europa, con la Orquesta Filarmónica de Viena, la Orquesta Filarmónica de Berlín y el Festival de Bayreuth, al que ha acudido en quince ediciones. Levine también es invitado regular de la Orquesta Philharmonia de Londres y de la Dresden Staatskapelle. Desde 1975, también dirigió regularmente en el Festival de Salzburgo y el anual Festival Verbier en julio, del que fue director musical. Entre 1999 y 2004 fue director principal de la Orquesta Filarmónica de Múnich, como sucesor de Sergiu Celibidache.
Levine también tocó en grupos de música de cámara y como acompañante en recitales de lieder.
El 1 de marzo de 2006, Levine se cayó en escena durante una ovación de pie después de un concierto con la Sinfónica de Boston y se desgarró el manguito rotador de su hombro derecho. Después en aquel mes, fue sometido a cirugía para reparar la lesión. Regresó al podio el 7 de julio de 2006, dirigiendo la Sinfónica de Boston en Tanglewood. Ante sus persistentes problemas de salud, Levine dejó su puesto en la Sinfónica de Boston en septiembre de 2011. Los mismos problemas le impidieron aparecer como director del Met durante casi dos años, reapareciendo el 19 de mayo de 2013 con un concierto que contó como invitado a Evgeny Kissin interpretando el Concierto para piano n.º 4 de Beethoven. También interpretó la Sinfonía 9 de Franz Schubert “La Grande”.  El concierto tuvo lugar en el Carnegie Hall de Nueva York. “El regreso de Levine fue un triunfo”, así lo calificó al día siguiente The New York Times. En septiembre de 2013 dirigió una reposición de Così fan tutte. Finalmente, en abril de 2016, el Met anunció el final de su mandato como Director Musical al terminar la temporada 2015-2016. Seguiría colaborando con el teatro como Director Musical Emérito.
El 3 de diciembre de 2017, sin embargo, fue suspendido por el Met de este puesto, y todos sus compromisos programados con la compañía fueron cancelados, después de que tres hombres denunciaron haber sufrido abusos sexuales por Levine durante muchos años, que comenzaron cuando eran sus pupilos en las décadas de 1960 a 1980.

## Filmografía
- 1999 - Fantasia 2000 (Dirige la Orquesta Sinfónica de Chicago y presenta "Pomp And Circumstance" (Marches # 1, 2, 3 & 4))

| Predecesor: Rafael Kubelik     | Director Musical, Metropolitan Opera 1976-2016               | Sucesor: Yannick Nézet-Séguin               |
| Predecesor: Sergiu Celibidache | Director Principal, Orquesta Filarmónica de Múnich 1999-2004 | Sucesor: Christian Thielemann               |
| Predecesor: Seiji Ozawa        | Director Musical, Orquesta Sinfónica de Boston 2004-2011     | Sucesor: Bernard Haitink (director emérito) |